# Vladimir Ćopić
 (décembre 2012).
Vladimir Ćopić, né le 8 mars 1891 à Senj (port de l'actuelle Croatie) et mort en 1939 à Moscou, est un révolutionnaire, membre fondateur du Parti communiste yougoslave, qui a commandé la XVe brigade internationale pendant la guerre civile espagnole.
Il a été liquidé par Staline pendant la Grande Purge.

## Biographie

### Jeunesse
Fils d’un prêtre orthodoxe, le jeune Vladimir fréquente l'école de Senj, puis s'inscrit à la faculté de droit de Zagreb. Il fait partie du mouvement ultra-nationaliste "Jeune Croatie", un groupe frankiste.
Au début de la Première Guerre mondiale, il est incorporé dans l'armée austro-hongroise.
En 1915 il est capturé par les Russes dans les Carpathes et devient communiste pendant son séjour en camp de prisonniers de guerre.

### Ascension dans le PC
Après la révolution d'Octobre, Vladimir Ćopić rejoint les bolcheviques comme agitateur, journaliste et traducteur. Il est membre de la branche yougoslave du PC russe (bolchevique), puis membre du comité exécutif central du PC des Serbes, Croates et Slovènes.
Lors des élections pour l'Assemblée Constituante en novembre 1920, il est élu député de Modruš-Rijeka, puis fait partie du comité exécutif du Parti Communiste.
Élu délégué au Ve Congrès du Komintern (1924), Vladimir Ćopić travaille sur l'organisation, la question italienne et la question nationale et coloniale.
Après des études à l'Université Lénine, il est nommé en 1931 instructeur au sein du Comité central du Parti communiste de Tchécoslovaquie. Il est délégué au VIIe congrès du Komintern (1935).
Il est membre du Politburo du comité central du Parti communiste yougoslave de 1932 à 1936, puis est démis de toutes ses fonctions et part pour l'Espagne.

## Guerre Civile Espagnole
Vladimir Ćopić est en Espagne début 1937. Il prend le pseudonyme de Senjko et débute comme commissaire politique ; il est ensuite nommé au poste de commandant de la XV brigade internationale. Début 1937, la XVe B.I. est composée par le Batallón Británico (essentiellement des Britanniques), le Batallón Lincoln (essentiellement des Américains), le Batallón Dimitrov (Balkaniques), le Batallón 6 de Febrero (Français et Belges), et le Batallón Voluntario 24 (Espagnols).
Ćopić alterne avec János Gálicz (pseudonyme : Gal) à la tête de la XVe BI. Blessé en juillet 1937, il en reprend le commandement, jusqu'au printemps 1938.
Tant sous Gal que sous Senko, le nombre de morts au combat de la XVe B.I. a été très élevé : lors de la bataille du Jarama (6 au 27 février 1937), plus du tiers des anglophones (le British Battalion en particulier est décimé) ; et lors de la Bataille de Brunete (6 au 25 juillet 37) : le tiers des 1 200 hommes de la XVe BI (sans compter les blessés).
Selon The Volunteer, le journal des vétérans des Brigades internationales, c’est le secrétaire du PCY, Milan Gorkic (en) qui, en excluant Ćopić du Politburo et du Comité Central du PCY, a entraîné son départ pour l’Espagne. Par la suite Gorkic a continué à desservir Ćopić en faisant état de certains rapports défavorables qu’il aurait reçus d’Espagne via Paris. Par ailleurs Ćopić, bien que doué pour l’organisation sur le terrain, avait des problèmes relationnels avec les officiers du Lincoln Batallion : soutenus en cela par Ernest Hemingway, ils pensaient qu’ils auraient dû être commandés par un Américain, et qu’en particulier leurs pertes au combat seraient alors bien moindres. Quant aux hommes du Bataillon Dimitrov (des Slaves et des Balkaniques), ils savaient que Ćopić était en disgrâce, et n’avaient donc tendance ni à lui faire confiance ni à lui obéir. Enfin la défaite de Fuentes del Ebro fin 1937 puis la terrible retraite du Lincoln Battalion dans le secteur Batea-Calaceite-Gandesa (fin avril-début mai 1938) scellèrent le destin de Ćopić, qui comptait cependant (sans doute à tort) être soutenu par Tito.

## Fin
En novembre 1938, Ćopić est rappelé à Moscou. Il est arrêté et liquidé en 1939 dans le cadre de la Grande Purge.
Il a été réhabilité à titre posthume par décision du Collège militaire de la Cour suprême de l'URSS, le 10 juin 1958.
Son frère, Milan Ćopić, a commandé la prison du cantonnement des BI, Camp Lucász.

## Travaux intellectuels
Vladimir Copic a écrit dans les journaux Vsemirnaja revoljucija, Borba (journal) (La Lutte), FK, etc. Il a enseigné à l’École du Parti à Moscou et à l’université communiste des minorités nationales de l'Ouest (KUNMZ). Il a traduit Lénine et écrit une biographie de Tito.

## Vladimir Ćopić vu parErnest Hemingway
Hemingway a décrit les conseils de guerre à l’état-major des forces républicaines : le tout puissant commissaire politique Massart (André Marty), bien que totalement incompétent, décidait de la marche des opérations, et pointait du doigt sur la carte la position qui selon lui était le point faible de l’ennemi. Et, alors que le général Golz (Karol Świerczewski) protestait courageusement contre l’ordre inepte, "Gall et Copic, qui étaient des politiciens ambitieux, approuvaient chaque fois, et plus tard, des hommes qui n’avaient pas vu la carte, mais qui apprenaient par ouï-dire le numéro de la colline avant de quitter leur point de départ, et à qui on avait juste montré le terrain ou les tranchées qui s’y trouvaient, escaladaient encore une fois la pente pour y trouver leur mort, ou, encore une fois arrêtés par des mitrailleuses placées dans des bosquets d’oliviers, ils devaient renoncer à atteindre le sommet. Ou bien, sur d’autres fronts, les hommes grimpaient aisément, et cela ne servait absolument à rien.".
Hemingway reprochait à Gall et à Ćopić de sacrifier inutilement les combattants de la XVe brigade internationale, et en particulier les Américains du Lincoln Batallion et les Britanniques du British Battalion.